# Alexandra Araujo
Alexandra Araujo (* 13. Juli 1972 in Rio de Janeiro) ist eine ehemalige italienische Wasserballspielerin. Sie gewann eine olympische Goldmedaille. Bei Weltmeisterschaften erkämpfte sie zweimal Gold und einmal Silber. Hinzu kamen drei Goldmedaillen sowie eine Silbermedaille bei Europameisterschaften.

## Karriere

### Brasilien
Die 1,67 Meter große Araujo nahm mit der brasilianischen Nationalmannschaft an der Weltmeisterschaft 1991 in Perth teil und belegte den achten Platz bei neun teilnehmenden Mannschaften. Dreieinhalb Jahre später bei der Weltmeisterschaft 1994 in Rom wurden die Brasilianerinnen Neunte bei zwölf angetretenen Teams.

### Italien
Araujo wechselte dann als Profi nach Italien und spielte zunächst für Palermo und später für Rom. Sie nahm die italienische Staatsbürgerschaft an und spielte ab 1996 in der italienischen Nationalmannschaft. 
Bei der Europameisterschaft 1997 in Sevilla bezwangen die Italienerinnen im Halbfinale die Niederländerinnen erst in der Nachspielzeit. Im Finale besiegten sie die Russinnen mit 6:5. Anfang 1998 bei der Weltmeisterschaft in Perth gewannen die Italienerinnen im Halbfinale gegen die australischen Gastgeberinnen erst nach zwei Verlängerungen, das Endspiel gegen die Niederländerinnen entschieden die Italienerinnen mit 7:6 für sich. Araujo warf drei Turniertore, davon eins im Viertelfinale. 1999 bei der Europameisterschaft in Prato siegten die Italienerinnen im Halbfinale mit 6:5 gegen die Ungarinnen und im Finale nach zwei Verlängerungen mit 10:9 gegen die Niederländerinnen. Die Siegesserie der Italienerinnen riss beim Qualifikationsturnier für die olympische Premiere des Frauen-Wasserballs 2000 in Sydney. Die Italienerinnen belegten den vierten Platz, nur die ersten beiden Teams durften in Sydney antreten.
Bei der Europameisterschaft 2001 in Budapest gewannen die Italienerinnen im Halbfinale gegen die Griechinnen mit 7:1. Im Endspiel unterlagen sie den ungarischen Gastgeberinnen mit 8:10. Einen Monat später bei der Weltmeisterschaft in Fukuoka bezwangen die Italienerinnen im Halbfinale die Mannschaft aus den Vereinigten Staaten mit 8:6. Im Endspiel gegen die Ungarinnen siegten die Italienerinnen mit 7:3. Zwei Jahre später bei der Europameisterschaft 2003 in Slowenien siegten die Italienerinnen im Halbfinale mit 7:5 gegen die Niederländerinnen. Das Endspiel entschieden die Italienerinnen mit 6:5 gegen die Ungarinnen. Wie 2001 wurde auch die Weltmeisterschaft 2003 in Barcelona etwa einen Monat nach der Europameisterschaft ausgetragen. Nach einem 5:2 im Halbfinale gegen die Kanadierinnen verloren die Italienerinnen das Finale mit 6:8 gegen das US-Team.
2004 beim olympischen Wasserballturnier in Athen unterlagen die Italienerinnen in der Vorrunde den Australierinnen mit 5:6 und trafen dann im Viertelfinale auf die Ungarinnen, die Dritten der anderen Vorrundengruppe. Nach dem 8:5-Sieg folgte im Halbfinale ein 6:5 gegen die Weltmeisterinnen aus den Vereinigten Staaten. Im Finale bezwangen die Italienerinnen die Griechinnen erst nach Verlängerung mit 10:9. Araujo warf zwei Turniertore, eins in der Vorrunde und eins im Halbfinale. 2005 bei der Weltmeisterschaft in Montreal belegte die italienische Mannschaft den siebten Platz.